# Едмондо де Амичис
Едмондо Де Амичис (итал. Edmondo De Amicis; Онеља, 21. октобар 1846 — Бордигера, 11. март 1908) је био италијански књижевник и новинар. Писао је песме, путописе, а прославио се књигом за децу Срце, објављеном 1886. године.
Рођен је у северозападном делу Италије, у Онељи (итал. Oneglia) која је део града Империја у области Лигурија 1846. године. Завршио је војну школу у Модени и постао официр Краљевине Италије. Његово прво дело Војни живот објављено је 1868. године у новинама Министарства одбране.
1870. постао је сарадник римских новина Ла Национе и почео да пише путописе: Шпанија (1873), Мароко (1876), Консантинопољ (1878). Светску славу стекао је књигом Срце у којој описује једну школску годину виђену очима ученика трећег разреда.